# Auch die Engel mögen’s heiß
Auch die Engel mögen’s heiß (Originaltitel: Anche gli angeli tirano di destro) ist eine italienische Gangsterfilmparodie mit Giuliano Gemma und Ricky Bruch in den Hauptrollen. Alternativtitel ist Nicht alle Engel essen Bohnen.

## Handlung
Zur Zeit der Prohibition träumt der Kleinganove Sonny davon, ein gefürchteter und reicher Gangsterboss zu sein. Sein Traum scheint sich zu erfüllen, als der Gangster Tiger aus New Orleans fliehen muss. Sonny macht Tiger weis, er habe ihm zur Flucht verholfen. Dafür bekommt er von ihm die Kontrolle über die Mulberry Street in New York.
Dort angekommen macht er sich mit dem ortsansässigen Gauner Barrabas daran, Schutzgeld von Geschäftsleuten zu erpressen. Diese weigern sich jedoch zu bezahlen, da sie bereits an einen gewissen Rocky Schutzgeld abführen würden. Besonders tritt ihm der irischstämmige Pfarrer entgegen, mit dem er sich einen Boxkampf liefert. Daneben versucht anscheinend auch noch mindestens ein weiteres Syndikat, sich in der Mulberry Street auszubreiten. Ein kleiner Junge namens Duke erweist sich hingegen für Sonny als wertvoller Informant in Geschäfts- wie in Liebesdingen – Sonny hat sich in eine junge Frau namens Virginia verliebt. Ihr gegenüber gibt er sich als Mitarbeiter eines Sonderdezernats der Polizei aus. Wenig Erfolg hat er allerdings zunächst bei der Suche nach dem unbekannten Rocky.
Als dieser ihn schließlich bedroht und sein Partner Barrabas sich aus dem Staub macht, verlässt auch Sonny zum Schein das Viertel. Er möchte jedoch ungestört weitere Nachforschungen anstellen. Sonny findet heraus, dass der Pfarrer eine geheime Schnapsbrennerei betreibt. Als Duke, dessen rechte Hand, den Pfarrer Rocky nennt, hat Sonny seinen Gegenspieler ausgemacht. Damit finanziert der Pfarrer, wie er Sonny erklärt, sein Waisenhaus. Weiterhin stellt sich heraus, dass Virginia Rockys Schwester ist. Sie stellt ihm Sonny als Polizisten vor. Dieser erklärt daraufhin, nicht gegen Rockys kriminelle Aktivitäten vorgehen zu wollen. Überdies wolle er nach dem Abschluss der Ermittlungen den Beruf wechseln.
Schließlich möchte Tiger die Mulberry Street zurückhaben. Dabei werden er und seine Bande jedoch von Sonny und Rocky verprügelt und anschließend der Polizei übergeben. Rocky erklärt sich mit Sonny als Schwager einverstanden, verfügt jedoch – da es zwischen Sonny und Virginia schon zu einem Kuss gekommen war – eine besonders lange Verlobungszeit.

## Synchronisation
Der Film wurde zweimal deutsch synchronisiert. Die erste Fassung entstand 1974 bei der Deutschen Synchron für das Kino. Buch und Dialogregie lagen in den Händen von Karlheinz Brunnemann. 1989 wurde eine zweite Fassung für das ZDF vom gleichen Studio erstellt. Für Dialoge und Regie zeichnete diesmal Thomas Danneberg verantwortlich.
| Darsteller          | Rolle                | Sprecher 1. Synchro | Sprecher 2. Synchro      |
| ------------------- | -------------------- | ------------------- | ------------------------ |
| Giuliano Gemma      | Sonny Abernathy      | Thomas Danneberg    | Thomas Danneberg         |
| Ricky Bruch         | Pater Rocky          | Edgar Ott           | Engelbert von Nordhausen |
| Laura Becherelli    | Virginia             | Evelyn Gressmann    | Monica Bielenstein       |
| Dominic Barto       | Barabbas Smith       | Gerd Martienzen     | Hans-Werner Bussinger    |
| Paolo Zilli         | Duke Lamafredda      | n.n.                | Björn Schalla            |
| Riccardo Pizzuti    | Schläger             | Heinz Petruo        | Claus Jurichs            |
| Giuseppe Castellano | Gerry Strappamutande | Heinz Theo Branding | Friedrich Georg Beckhaus |
| Edoardo Faieta      | Il Tigre             | Martin Hirthe       | Wolfgang Kühne           |
| Enzo Fiermonte      | Joe Bendaggio        | Wilhelm Borchert    | n.n.                     |
| Pupo De Luca        | Restaurantbesitzer   | Franz Otto Krüger   | n.n.                     |
| Claudio Ruffini     | Boxer                | Lothar Blumhagen    | Lothar Blumhagen         |
| Mario Brega         | Barkeeper            | Claus Jurichs       | Thomas Petruo            |

## Trivia
- Der Film setzt Auch die Engel essen Bohnen aus dem Jahr 1973 fort; Ricky Bruch ersetzt Bud Spencer.

## Kritiken
„Aktionsreiche Gangsterfilmparodie mit etlichen gelungenen Pointen; geschmacklich sehr unbekümmert.“

„Ohne Buddy macht’s halb so viel Spaß“